# 埃瓦利亚
埃瓦利亚是巴西米纳斯吉拉斯州的一个市镇。总面积357.071平方公里，总人口18002人，人口密度50.4人/平方公里。